# Margarethe Schreinemakers

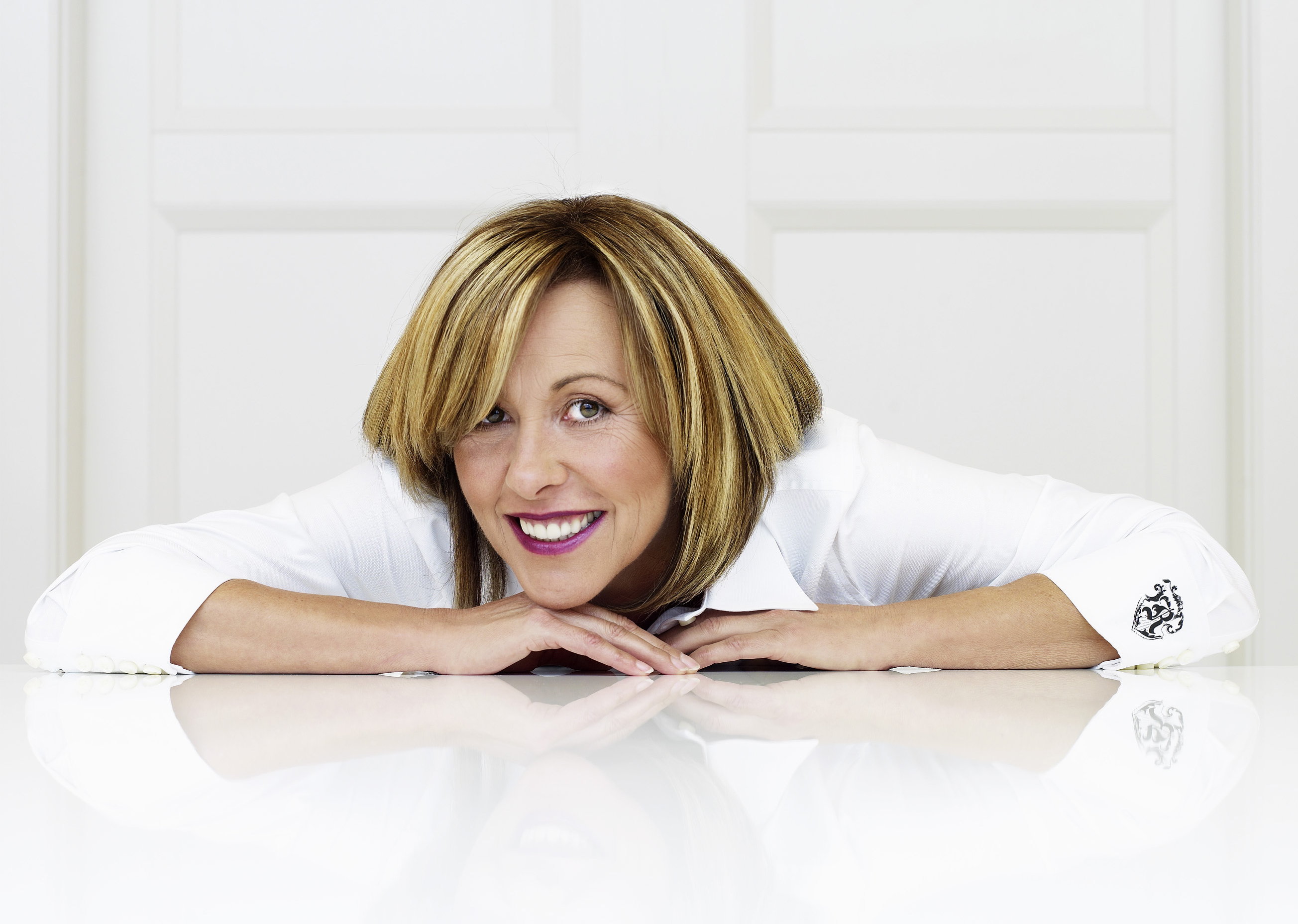
Margarethe Schreinemakers, 2007

Margarethe Helene Schreinemakers (* 27. Juli 1958 in Krefeld) ist eine deutsche Fernsehmoderatorin.

## Biografie
Margarethe Schreinemakers studierte in Bochum und Bonn Publizistik und Sozialwissenschaften. Nach Abschluss des Studiums begann sie ihre Arbeit als Reporterin für die Nachrichtenredaktion des WDR, bei dem sie 1984 auch die Sendung Aktuelle Stunde moderierte. Der Durchbruch gelang ihr 1985 als Co-Moderatorin der Sendung Extratour von Radio Bremen. Von 1987 bis 1988 moderierte sie im Ersten die Quizsendung Wortschätzchen, die laut Fernsehlexikon „Schreinermakers [sic] den Ruf einer völlig enthemmten Kindergartentante“ eingebracht haben soll und nur neunmal ausgestrahlt wurde, und 1989 die Comedysendung Chicita, die bereits nach drei Sendungen abgesetzt wurde. Von 1988 bis 1991 war sie zudem in 42 Sendungen der NDR Talk Show Co-Moderatorin.

### Schreinemakers Live
1992 wechselte Schreinemakers zu Sat.1 und moderierte dort die Talkshow Schreinemakers Live, die zu den quotenstärksten Sendungen ihrer Zeit zählte und mit mehreren Preisen, unter anderem dem Bambi und der Goldenen Kamera, ausgezeichnet wurde. Während ihres Mutterschaftsurlaubs wurde sie 1996 zeitweise von Jörg Wontorra vertreten. 1996 berichteten Zeitungen, gegen sie werde wegen des Verdachts der Steuerhinterziehung ermittelt. Schreinemakers vermutete, dass es sich um Rache von Bundesfinanzminister Theo Waigel handele, da sie dessen frühere Ehefrau in ihrer Sendung über ihre Scheidung von Waigel habe berichten lassen. Als Schreinemakers in der Öffentlichkeit zunehmend unter Druck geriet, kündigte sie an, in ihrer Sendung Stellung zu den Ermittlungen zu nehmen. Sat.1 lehnte dies ab und verlangte eine schriftliche Unterlassungserklärung. Als Schreinemakers in ihrer Sendung am 22. August 1996 dennoch versuchte das Thema anzuschneiden, wurde die Live-Übertragung abgebrochen. Die Zusammenarbeit zwischen Schreinemakers und Sat.1 bestand bis Ende 1996. Die Untersuchungen der Ermittlungsbehörden wurden 1998 eingestellt. Presseberichte behaupteten, dass dies gegen eine Zahlung von einer Million D-Mark Schreinemakers an karitative Einrichtungen erfolgt sei. Laut Schreinemakers  wurde das Steuerstrafverfahren „schuldlos eingestellt“; ihr sei vom deutschen Staat eine Million D-Mark zugesprochen worden.

### Karriere nachSchreinemakers Live
1997 wechselte Schreinemakers zu RTL, wo sie ihre Talkshow unter dem Titel Schreinemakers TV ein Jahr weiterführte, jedoch nicht an frühere Einschaltquoten anknüpfen konnte. Nach der Absetzung moderierte sie 1998 die Gala Ein Herz für Kinder in der ARD, 2001 schließlich die Show Big Diet bei RTL II. Schreinemakers kündigte bei Big Diet nach drei Folgen und ließ verlautbaren: „Die Zusammenarbeit zwischen den Beteiligten hat gezeigt, dass die jeweiligen programmlichen Vorstellungen zu weit auseinander liegen, um gemeinsam realisiert werden zu können.“
Nach einer längeren Pause kehrte Schreinemakers vom 5. Januar 2004 an mit dem werktäglichen ARD-Talk-Magazin Schreinemakers auf den Bildschirm zurück; hiervon wurden 32 Folgen ausgestrahlt.
2007 nahm Schreinemakers an der RTL-Show Let’s Dance teil und schied dort in der dritten Folge aus.
2008 moderierte Schreinemakers die interaktiv angelegte Sendung Schreinemakers 01805-100232 bei 9Live. Nach vier Monaten endete die Zusammenarbeit wegen zu geringer Einschaltquoten.

### Privates
Von 1986 bis 1988 war Schreinemakers mit dem Moderator Jürgen von der Lippe verheiratet. 2007 folgte die Scheidung von ihrem zweiten Ehemann, mit dem sie seit 1990 verheiratet war und mit dem sie zwei Söhne hat.
Am 1. März 2009 erlitt Schreinemakers beim Joggen einen Herzstillstand, konnte aber von ihrem Lebensgefährten wiederbelebt werden. Aus der Öffentlichkeit hat sie sich seitdem weitgehend zurückgezogen und 2012 ihren Lebensgefährten geheiratet.
Schreinemakers lebte in Eupen in Ostbelgien und betätigte sich unter dem Label Crazy Art Deco zeitweilig als Möbeldesignerin. Mittlerweile lebt sie wieder in Deutschland.